# ルタバガ
ルタバガ（英語: rutabaga、学名: Brassica napobrassica）は、アブラナ科アブラナ属の野菜。根菜類だが、地上部も食用になる。
カブに似るが別種で、セイヨウアブラナから根が肥大するタイプのものを選抜育種された変種とされる。別名はカブハボタン、スウィード、スウェーデンカブ。日本では種苗店で西洋カブとの表記もある。

## 概要
原産地はスウェーデンとされ、北欧からロシアにかけて栽培され、重要な栄養源となっていた。やがてスコットランドに移入され、他のイギリス各地や北アメリカにも広まっていった。
語源はスウェーデン語の"rotabagge"で、主にアメリカでの呼称。イギリス英語では swede（スウィード）、swedish turnnip（スウェデッシュターナップ：スウェーデンのカブの意）、yellow turnip（イエローターナップ：黄色いカブの意）と呼ばれる。スコットランド語ではニープ (neep) という。
肥大した根の外皮は緑色、紫色、褐色などがあるが、内部は黄色か白色である。野菜としての旬は冬で、栄養的にはカブに近い。肉質は緻密で甘みもあり、カブ・ジャガイモ・キャベツを掛け合わせたような味わいがある。

### 文化
スコットランドでは、turnip（カブ）と言えばルタバガを指し、カブのことは white turnip （白カブ）と呼ぶほど根付いていて、郷土料理であるハギスは、伝統的にマッシュしたルタバガとマッシュポテト (neeps and tatties) とともに供される。
また、ハロウィンのジャック・オ・ランタンはカブやルタバガで作るものだった。後にアメリカに移民したアイルランド人がカボチャで作るようになり、これがカボチャの普及と共に広まったという。

### 歴史
1620年、スイスの植物学者ギャスパール・ボアンによってスウェーデンに自生していたことが記録されている。
第一次世界大戦中のヨーロッパ大陸では、他の食物が底をついたあと最後に食べるものとされ、食物としては不評だった。特にドイツでは、1916年から1917年にかけての"Steckrübenwinter"（「ルタバガの冬」あるいは「カブラの冬」）と呼ばれる食糧難を、ルタバガを常食にしてしのいだ反動か、その後不人気となり生産量が減ったといわれている。
日本への渡来は18世紀以降と考えられており、明治時代以前から北海道や東北地方で雑穀類とともに栽培されていた。明治初期に他の作物と共に北海道に導入されたが、在来種のカブに味が劣ることから普及せず、飼料用などにとどまった。現在の日本で流通するもののほとんどはヨーロッパからの輸入されたもので、わずかに北海道で栽培されているだけである。

### 料理
生でも食べられるが、加熱調理すると甘みが増す。カブと同じように使うことができる。下茹でしたあと、シチュー、ボルシチ、スープの具にするほか、和風の煮物や和え物、中華料理にも向いている。
北欧を中心に様々に調理されている。よく見られるのはルタバガを茹でて潰してバターなどと和え、単品あるいは同様に茹でて潰したニンジンやジャガイモとともに付け合わせにしたものである。煮崩れしにくいことからスープやシチューの具にすることも多い。また直火やオーブンでローストすることもある。
加熱調理されるのが一般的であるが、フィンランドでは新鮮なルタバガを生のまま薄く切りサラダに加えることがある。
代用食としては、ジャガイモの代わりに、あるいは、ジャガイモや麦（小麦粉・ライ麦粉）とともに、ジャガイモや麦を減らした分の増量材として、使われることが多い。
- ルタバガのマッシュ - ジャガイモとルタバガ、チャイブで作るマッシュポテト。タマネギを混ぜることもある。クラップショット参照。
- ルタバガのパンケーキ - ジャガイモのパンケーキのルタバガ版。千切りにした（または、すりおろした）ルタバガを、小麦粉や卵のつなぎを加えて、油で焼く。ジャガイモを混ぜることもある。
- ルタバガのパン - ルタバガのマッシュを、パン生地に練り込んで、焼く。
- ルタバガのカツレツ - ルタバガを薄く切って、下味をつけ、衣をつけて、油で揚げ焼きにする。
- ルタバガのコロッケ - ルタバガのマッシュを、衣をつけて、油で揚げる。ジャガイモを混ぜることもある。
- ルタバガのロースト
- ルタバガの煮物
- ルタバガのスープ
- ルタバガのサラダ
- ルタバガのピクルス（酢漬け）